# محوطه آب نما
محوطه آب نما مربوط به دوره اشکانیان است و در شهرستان سرباز، بخش پیشین، ۲۰ کیلومتری غرب شهر پیشین، ۱ کیلومتری غرب پل آبنما واقع شده و این اثر در تاریخ ۲ مرداد ۱۳۸۷ با شمارهٔ ثبت ۲۳۰۶۷ به‌عنوان یکی از آثار ملی ایران به ثبت رسیده است.